# Парин, Алексей Васильевич
Алексе́й Васи́льевич Па́рин (род. 15 марта 1944, Москва) — российский театровед, музыкальный критик, поэт, либреттист, переводчик, редактор. Сын академика В. В. Парина.

## Биография
Родился 15 марта 1944 года в Москве.
Окончил биофак МГУ (1966), работал в Институте молекулярной биологии АН СССР, кандидат биологических наук.
В 1970-е годы отошёл от занятий биологией, переключившись, прежде всего, на занятия редактированием и художественным переводом. Его переводы опубликованы более чем в 60 книгах. Как редактор подготовил более десяти выпусков серии «Библиотека всемирной литературы» для издательства «Художественная литература», выступил также составителем ряда антологий зарубежной поэзии, вышедших в издательстве «Московский рабочий». Опубликовал переводы элегий Овидия (1973) с латыни, стихотворений Оливера Голдсмита (1978) и Роберта Лоуэлла (1982) с английского, комедий Менандра (1982) и трагедии Софокла «Антигона» (1986) с древнегреческого, избранных сочинений А. Эленшлегера (1984) с датского, а также сборник поэзии труверов «Прекрасная дама» (1984) и «Французская средневековая лирика» (1990); в переводе Парина публиковалась также мировая поэзия от Франсуа Вийона до Пауля Целана и книги, относящиеся к оперному искусству, в том числе мемуары Николая Гедды «Дар не даётся бесплатно» и Джеральда Мура «Певец и аккомпаниатор» (включавшие теоретические разборы вокальных циклов Шуберта и различных произведений жанра Lieder). Избранные стихотворные переводы Парина составили антологию «Влюблённый путник» (2004). В 2000 году Парин занял должность главного редактора издательства «Аграф».
Начиная с 1980-х годов Алексей Парин интенсивно работает в области музыкальной критики, преимущественно оперной, выступая на страницах ведущих российских, европейских и американских газет и журналов, в том числе Frankfurter Allgemeine Zeitung, Stuttgarter Zeitung, Sunday Times, Washington Post, Opera, Opernwelt, Opera International.
На протяжении почти 25 лет являлся ведущим программ «Оперный клуб», «И музыка, и слово», «О пении, об опере, о славе» (до 2014 года), «Клуб Алексея Парина» (2018—2022) (радиостанция «Эхо Москвы»), «Зарок барокко» (радиостанция «Арсенал»), «Час критики» (радиостанция «Орфей»). Кроме того, на телеканале «Культура» в течение ряда лет выходил его авторский цикл «Утешение оперой».
Избранные музыкально-критические публикации Парина составили книги «О пении, об опере, о славе. Интервью, портреты, рецензии» (2003) и «Европейский оперный дневник» (2007). Им опубликованы аналитический труд «Хождение в невидимый град. Парадигмы русской оперы» (1999) и очерк жизни и творчества Елены Образцовой «Елена Образцова. Голос и судьба» (2009). Автор либретто более 10 опер, поставленных в России и Германии. В качестве либреттиста сотрудничал с такими композиторами, как Владимир Кобекин (Россия), Александр Щетинский (Украина), Филипп Фенелон (Франция). Выступал также как организатор и куратор ряда музыкальных проектов, в том числе ежегодного международного фестиваля Sacro Art в Локкуме (Германия, 1995—2004), Фестиваля музыки Цемлинского в Самаре и Москве. Преподавал в университетах Вены и Инсбрука, а также в Германии и Швейцарии, продолжает преподавательскую работу в театральных вузах Москвы.